# Philip Heise
Philip Heise (Düsseldorf, 20 de junio de 1991) es un futbolista alemán. Juega de defensa y su equipo es el VVV-Venlo de la Eerste Divisie.

## Clubes
| Club                        | País         | Año       |
| --------------------------- | ------------ | --------- |
| Fortuna Düsseldorf II       | Alemania     | 2010-2011 |
| SC Preußen Münster          | Alemania     | 2011-2013 |
| 1. F. C. Heidenheim 1846    | Alemania     | 2013-2015 |
| VfB Stuttgart               | Alemania     | 2015-2017 |
| Dinamo Dresde               | Alemania     | 2017-2019 |
| Norwich City F. C.          | Inglaterra   | 2019-2021 |
| 1. F. C. Núremberg (cedido) | Alemania     | 2020      |
| Karlsruher S. C. (cedido)   | Alemania     | 2020-2021 |
| Karlsruher S. C.            | Alemania     | 2021-2024 |
| Dinamo Dresde               | Alemania     | 2024-2025 |
| VVV-Venlo                   | Países Bajos | 2025-     |